# Thomas Schreiner
Thomas Schreiner (Sankt Pölten, Austria; 3 de febrero de 1987) es un baloncestista austriaco que actualmente está retirado. En su estancia en San Pablo Burgos entrenó con jugadores de la talla de Vlatko Čančar, Pedro Arratibel o Deon Thompson.

## Equipos
- Chin Min Dragons UBC St.Pölten (2004-2006)
- BSC Raiffeisen Panthers Fürstenfeld (2006-2007)
- Chin Min Dragons UBC St.Pölten (2007-2011)
- ECE Bulls Kapfenberg (2011-2012)
- Bàsquet Club Andorra (2012-2017)
- San Pablo Inmobiliaria Burgos (2017-2018)
- RETAbet Bilbao Basket (2018-2020)
- ECE Bulls Kapfenberg (2020-2021)
- Força Lleida Club Esportiu (2021-2022)[1]
- Bàsquet Club Andorra (2022-2023)[2]

## Palmarés
- 2006-07. BSC Raiffeisen Panthers Fürstenfeld (Austria). Copa. Subcampeón
- 2012-13. Bàsquet Club Andorra Copa Príncipe. Subcampeón. Campeón Leb Oro
- 2013-14. Bàsquet Club Andorra  LEB Oro. Campeón